# آرامگاه بی‌بی‌زبیده
آرامگاه بی‌بی‌زبیده مکانی زیارتی در شهر ری است. این آرامگاه بر فراز مکان بلندی در زمین‌های حسین آباد، در کنار خیابان شهر ری از سوی غرب و در نزدیکی کارخانه گلیسیرین واقع است. مردم محلی این آرامگاه منتسب به دختر حسین بن علی می‌دانند ولی این نسبت از سوی برخی مورخین مورد قبول نیست. حسین کریمان نویسنده کتاب ری باستان دربارهٔ انتساب شخص مدفون در این بقعه از سوی مردم عامی به دختر حسین می‌نویسد:
 اگر در این مکان بانویی به نام زبیده مدفون شده باشد، بی‌تردید وی زبیده خاتون دختر عم و زن ملکشاه، مادر برکیارق دختر یاقوتی بن داود است.

هیچ یک از مورخین مدرکی جهت اینکه زبیده دختر حسین بن علی باشد به دست نیاورده اند.